# Les Français qui n'ont pas inventé internet
Pour plus de détails, voir Fiche technique et Distribution.
Les Français qui n'ont pas inventé internet est un documentaire de 52 min, de Davide Morandini, produit par Khora Film et France Télévisions et diffusé à la télévision française en 2022. Le documentaire va à la rencontre des tenants du réseau Cyclades, émanation du plan calcul, à savoir Louis Pouzin, Jean-Louis Grangé et Michel Gien, entre autres.

## Synopsis
Louis Pouzin a l’air d’un retraité ordinaire. Rien ne laisse deviner que ce nonagénaire est un des créateurs d’Internet. En 1971, ce pionnier de l’informatique et d’autres informaticiens précurseurs de l'équipe, comme Jean-Louis Grangé, Hubert Zimmermann, Jean Le Bihan et Michel Gien, ont été les grands artisans du projet Cyclades, un des premiers réseaux informatiques au monde.